# Rã-de-borracha-de-attenborough
A rã-de-borracha-de-Attenborough (nome científico: Pristimantis attenboroughi) é um anfíbio descoberto nos Andes, por Edgar Lehr e Rudolf von May, e nomeado em homenagem ao apresentador de programas sobre a vida selvagem, David Attenborough. É encontrada na Floresta de Proteção Pui Pui, no Peru.